# Mads Hansen
Mads Kristian Hansen (Ikast, 28 luglio 2002) è un calciatore danese, attaccante del Brann e della nazionale Under-21 danese.

## Carriera

### Club
Cresciuto nel settore giovanile del Midtjylland, ha esordito in prima squadra il 20 luglio 2021, in occasione dell'incontro pareggiato 1-1 contro il Celtic, valido per i turni preliminari di Champions League. Il 31 luglio successivo ha debuttato anche in Superligaen, nella vittoria per 2-0 sul campo del Viborg. Il 24 ottobre dello stesso anno ha realizzato la sua prima rete in campionato, contribuendo al successo per 3-2 sul SønderjyskE.
Il 31 gennaio 2022 è stato acquistato dal Nordsjælland, con cui ha firmato un contratto valido fino a giugno 2026.

### Nazionale
Ha rappresentato le nazionali giovanili danesi Under-17, Under-18, Under-19, Under-20 ed Under-21.

## Statistiche

### Presenze e reti nei club
Statistiche aggiornate al 18 agosto 2024.
| Stagione            | Squadra             | Campionato          | Campionato | Campionato | Coppe nazionali | Coppe nazionali | Coppe nazionali | Coppe continentali | Coppe continentali | Coppe continentali | Altre coppe | Altre coppe | Altre coppe | Totale | Totale |
| Stagione            | Squadra             | Comp                | Pres       | Reti       | Comp            | Pres            | Reti            | Comp               | Pres               | Reti               | Comp        | Pres        | Reti        | Pres   | Reti   |
| ------------------- | ------------------- | ------------------- | ---------- | ---------- | --------------- | --------------- | --------------- | ------------------ | ------------------ | ------------------ | ----------- | ----------- | ----------- | ------ | ------ |
| 2021-gen. 2022      | Midtjylland         | SL                  | 7          | 1          | CD              | 2               | 0               | UCL+UEL            | 4+1                | 0                  | -           | -           | -           | 14     | 1      |
| gen.-giu. 2022      | Nordsjælland        | SL                  | 5+10       | 1+1        | CD              | -               | -               | -                  | -                  | -                  | -           | -           | -           | 15     | 2      |
| 2022-2023           | Nordsjælland        | SL                  | 19+7       | 2          | CD              | 5               | 3               | -                  | -                  | -                  | -           | -           | -           | 31     | 5      |
| 2023-2024           | Nordsjælland        | SL                  | 10+9       | 2          | CD              | 3               | 0               | UECL               | 3                  | 0                  | -           | -           | -           | 25     | 2      |
| 2024-2025           | Nordsjælland        | SL                  | 4          | 1          | CD              | 0               | 0               | -                  | -                  | -                  | -           | -           | -           | 4      | 1      |
| Totale Nordsjælland | Totale Nordsjælland | Totale Nordsjælland | 64         | 7          |                 | 8               | 3               |                    | 3                  | 0                  |             | -           | -           | 75     | 10     |
| Totale carriera     | Totale carriera     | Totale carriera     | 71         | 8          |                 | 10              | 3               |                    | 8                  | 0                  |             | -           | -           | 89     | 11     |

## Palmarès

### Individuale
- Capocannoniere della UEFA Youth League: 1

2021-2022 (7 reti)